# Elena Negueroles
Elena Negueroles Colomer (Alcira, 1949) es una pintora española y fue miembro del Consejo Valenciano de Cultura de la Generalidad Valenciana. Está casada con Fernando Roig Alfonso y es madre de dos hijos. Es la diseñadora del paquete de pañuelos de la marca Bosque Verde.

## Carrera

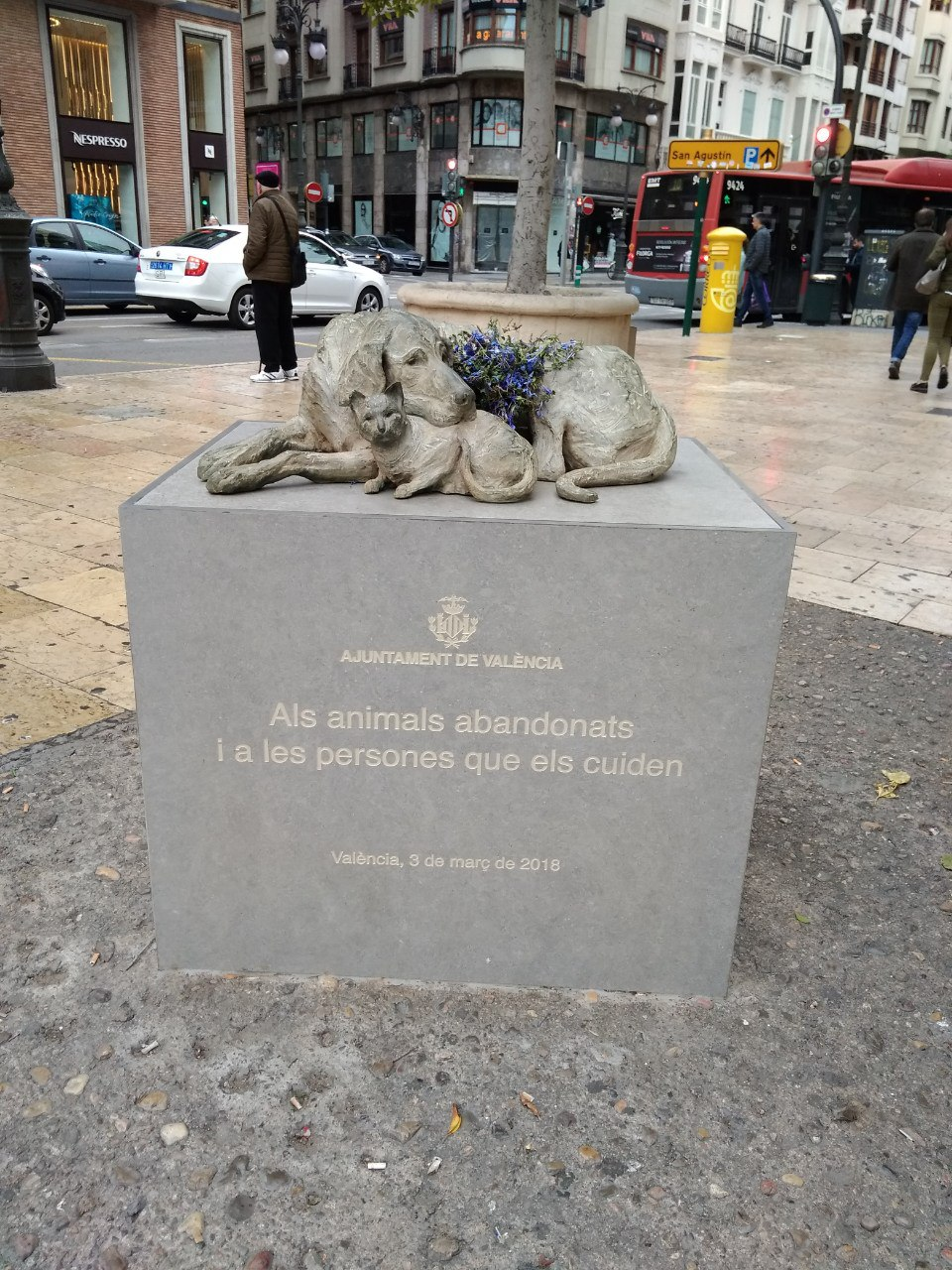
Callejeros, en la Plaza de los Pinazo (Valencia)

Educada por las madres franciscanas en el Colegio La Purísima de Alcira, ciudad natal de la misma, en el Insitituto de Bachillerato San Vicente Ferrer de Valencia, cursó estudios de periodismo en la Escuela de Periodismo de la Iglesia de Valencia, graduándose en la Escuela Oficial de Periodismo de Madrid. 
Estudió pintura en la Academia de Maruja Cabrelles Sigüenza de Valencia, Luis Reyna de Sevilla y, posteriormente, en la Escuela Superior de Artes y Oficios y la Escuela Superior de la Real Academia de Bellas Artes de San Carlos de Valencia.
En 1995 Nogueroles recibió de manos de la reina Sofía de España la Medalla de Honor que le fue otorgada al igual que a otros nueve artistas (entre ellos Adrià Pina, Raúl Urrutikoetxea y Fabio Hurtado) en la 10.ª edición del premio de pintura de BMW.

## Exposiciones Colectivas
- Museo de la Ciudad, Valencia, España, 2003.
- Arteba, Buenos Aires, Argentina, 2001.
- Allermabe Gallery, Londres, Reino Unido, 1996.
- Galería CC 22, Madrid, España, 1996.
- Museo de Malta, Malta 1993.
- Feria de New York, Nueva York, Estados Unidos, 1993.
- Galería Güedj, Lyon, Francia, 1992.
- Art, Santander, España, 1992, 1993 y 1995.
- Galería Robin-Leadouze, París, Francia, 1990.
- Galería Robin-Leadouze, Cannes, Francia, 1990.
- Galería Robin-Leadouze, Tokio, Japón, 1990.
- Galería Robin-Leadouze, Abiyán, Costa de Marfil, 1990.
- Interarte, Valencia, España, 1985, 1987, 1988, 1989, 1992, 1993 y 1995.
- Galería Maite Muñoz, Madrid, España, 1982.

## Exposiciones individuales
- Galería Estil, Valencia 2009.
- Ayuntamiento de Valencia, Valencia 2009.
- Palau de la Música, Valencia 2002.
- Museo de Rosario, Argentina 2001.
- Atarazanas, Valencia 2000.
- Galería Sam Benady, Madrid 1995.
- Caja Jalón, Zaragoza, 1994.
- Galería El Ensanche, Valencia 1991.
- Sala de Exposiciones Casa de Cultura, Alcira 1989.
- Galería Laurens, París, Francia, 1987.
- Galería Nadal, Palma de Mallorca 1987.
- Galería Maite Muñoz, Barcelona 1986.
- Galería Amics, Alicante 1985.
- Sala Gabernia, Valencia 1984 y 1989.
- Casino Antiguo, Castellón de la Plana 1983.
- Galería Skyros, Castellón de la Plana 1981.
- Círculo Alcireño, Alcira 1980.